# Aleksandr Ovetjkin
Aleksandr Michajlovitj Ovetjkin (ryska: Алекса́ндр Миха́йлович Ове́чкин), född 17 september 1985 i Moskva, Ryska SFSR i Sovjetunionen, nuvarande Ryssland, är en rysk professionell ishockeyspelare och lagkapten för Washington Capitals i National Hockey League (NHL). Han kallas "Ovi" (alternativt Ovie) och "the Great Eight" relaterat till hans tröjnummer. Ovetjkin är en av de bästa målskyttarna genom tiderna och han har gjort fler mål än någon annan spelare i NHL. Den 6 april 2025 gjorde Ovetjkin sitt 895:e mål i NHL.  Han passerade därmed legendaren Wayne Gretzky, som tidigare hade rekordet med sina 894 mål NHL. Ovetjkin håller flera andra rekord i NHL där inkluderat flest powerplaymål, flest mål på bortaplan, flest övertidsmål och flest mål med samma lag i NHL. Han är den tredje spelaren efter Gordie Howe och Gretzky att ha gjort 800 mål i grundserien.

## Ungdomen
Aleksandr Ovetjkins föräldrar var båda tidigare elitidrottare; modern Tatjana Ovetjkina var professionell basketspelare med två olympiska guld för Sovjetunionen och fadern Michail Ovetjkin hade spelat fotboll på elitnivå.
Vid 15 års ålder blev Ovetjkin uppmanad av sin far att satsa på ishockeyn. Hans far kände på sig att Aleksandr Ovetjkin skulle kunna bli en spelare i NHL, om han koncentrerade sig på ishockeyn. Innan flytten till Washington Capitals var hans favoritlag San Jose Sharks, där hans favoritspelare Owen Nolan spelade.

## NHL

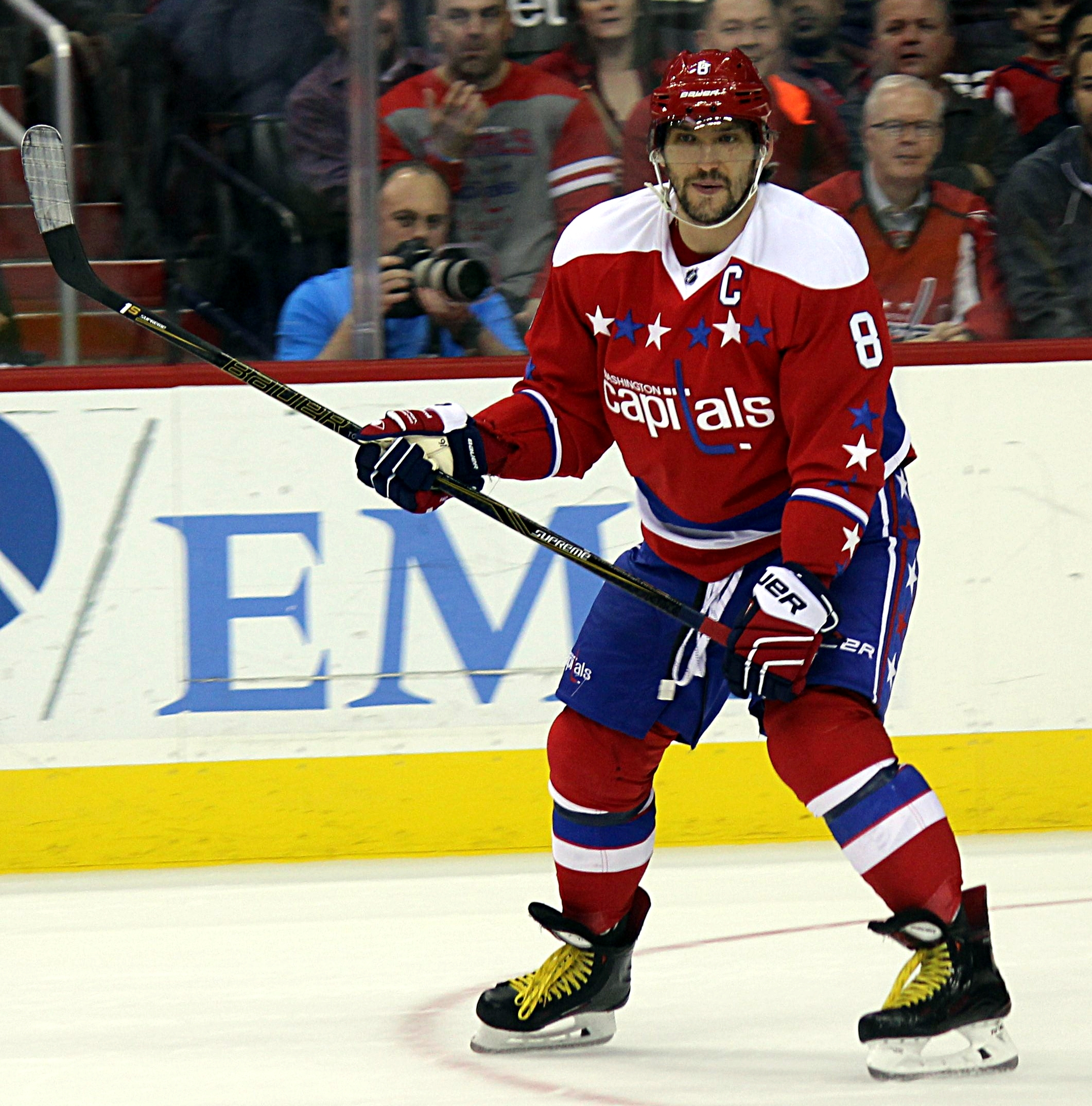
Aleksandr Ovetjkin, 2016.

Sedan 2005–2006 spelar Aleksandr Ovetjkin i NHL-laget Washington Capitals. Under debutsäsongen gjorde han 106 poäng, varav 52 mål - den tredje bästa noteringen av en nykomling genom tiderna - vilket räckte för att vinna Calder Memorial Trophy, priset som går till årets rookie i NHL. Totalt sköt han under rookiesäsongen 425 skott på mål, vilket innebar nytt rookierekord. Ovetjkin blev också uttagen i NHL:s First All Star Team - den förste rookien på 15 år som lyckades med den bedriften. 
Den 16 januari 2006, halvvägs in i sin debutsäsong, gjorde Ovetjkin ett mål som reportern Bill Clement hyllade som "one of the greatest goals of all time". Det var mot Phoenix Coyotes i en bortamatch. Liggande på rygg till vänster om målburen gled han längs isen och drog med en hand in pucken i mål.
Säsongen därpå, 2006–2007, producerade Ovetjkin lite färre mål och poäng men samlade ändå ihop 46 mål och 92 poäng och blev tilldelad Kharlamov Trophy, som går till den bäste ryske spelaren i NHL. Han spelade därtill, i en förstakedja tillsammans med Sidney Crosby, i 2007 års All Star-match och gjorde då också sitt första All Star-mål. 
Den 10 januari 2008 skrev Ovetjkin på ett trettonårskontrakt med Washington till ett värde av 124 miljoner dollar - snittlönen på 9,5 miljoner dollar per år är den högsta i ligan. Han började göra skäl för lönen direkt, när han redan 21 mars 2008 noterade sitt 60:e mål för säsongen. Hans totalfacit säsongen 2007–2008, 65 mål, var nytt klubbrekord, därtill nytt NHL-rekord för vänsterforwards och inte minst - flest mål som någon gjort per säsong sedan Mario Lemieux noterade 69 mål 1995–96. Målexplosionen hänger också samman med att klubben den säsongen hämtade in flera skickliga framspelare, exempelvis Nicklas Bäckström, Michael Nylander och Sergej Fjodorov. Samma säsong vann Ovetjkin även NHL:s poängliga med 112 poäng, som förste ryss och blott tredje europé någonsin, och ledde Washington till deras första Stanley Cup-slutspel sedan 2003.
Ovetjkins skridskoåkning och behandling av klubba och puck anses framstående men det är framförallt skottet som är hans främsta vapen. Säsongen 2009-2010 sköt han 528 skott på mål (156 fler än den som sköt näst flest), vilket endast Phil Esposito överträffat i NHL:s historia (denne sköt 550 skott 1970–1971), trots att han missade 10 matcher. Ovetjkin skjuter dessutom mycket hårt, 2018 noterades han för ett skott på 98,8 mph, och är den ende som har presterat ett skott över 100 mph (161 km/h)
7 juni 2018 vann Ovetjkin Stanley Cup med Washington Capitals sedan laget besegrat Vegas Golden Knights med 4-1 i matcher i finalserien. Han gjorde sammanlagt 27 poäng (15 mål och 12 assists) under 24 matcher i slutspelet och tilldelades Conn Smythe Trophy som slutspelets mest värdefulle spelare.

## Landslaget

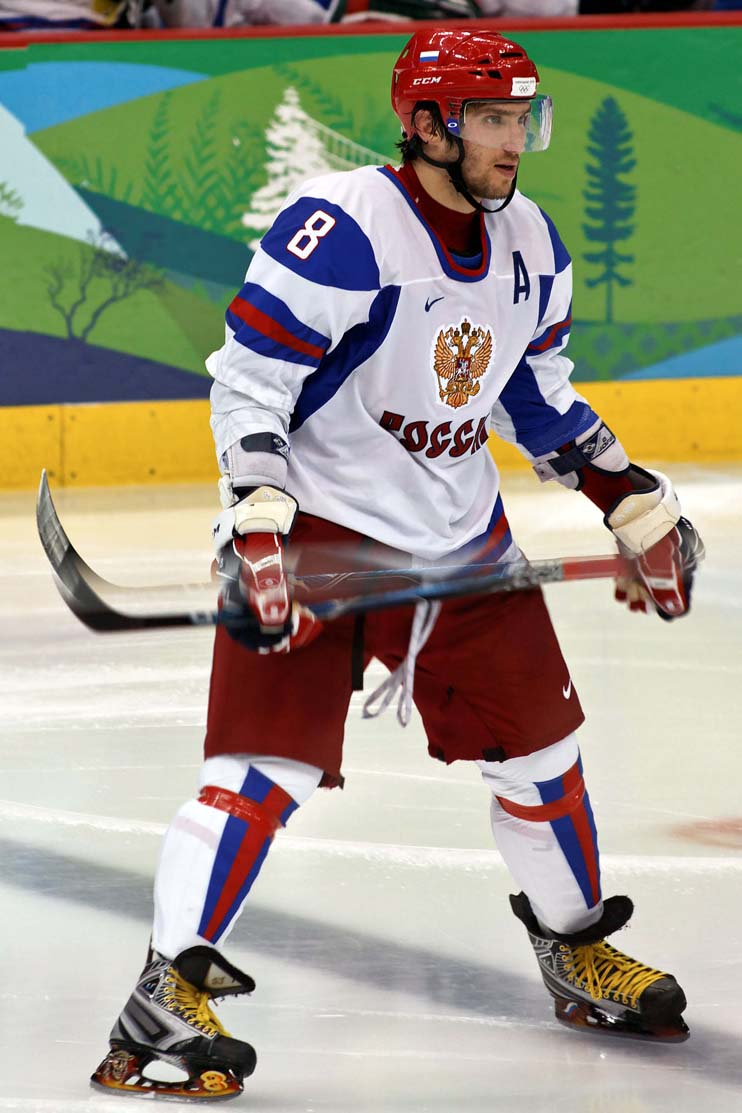
Aleksandr Ovetjkin under OS 2010 i Vancouver.

Vid 16 års ålder ledde Aleksandr Ovetjkin Ryssland till JVM-guld med två hattricks, dels mot Schweiz, dels mot USA, därtill en assist. Året efter blev han av Viktor Tichonov utvald att representera ryska A-landslaget i Ceska Poistovna Eurotour Tournament; därmed blev han den yngste som någonsin representerat Ryssland på seniornivå. I samma turnering blev han även den yngste som gjort mål för Ryssland. Ovetjkin blev även uttagen i den ryska truppen till World Cup 2004, och var då med sina 19 år den yngsta spelaren i turneringen. Senare samma säsong ledde han, i egenskap av nyutnämnd lagkapten, det ryska juniorlandslaget till JVM-silver. Han vann även turneringens skytteliga med 7 mål, blev utsedd till turneringens bäste forward och kom med i JVM:s All Star Team.
Våren 2005 spelade den 19-årige Ovetjkin sitt första A-VM med Ryssland. Han gjorde fem mål, vilket gav honom en tredjeplats i turneringens skytteliga. Året efter var det i Turin dags för de första olympiska spelen. Även om det inte blev medalj för Ryssland, gjorde Ovetjkin fem mål i turneringen, däribland ett matchavgörande mål på Kanadas Martin Brodeur som slog ut Kanada ur turneringen. Ovetjkin var den enda spelare som inte medverkade i finalen att bli uttagen till turneringens All Star Team. I VM senare samma år gjorde Ovetjkin 6 mål och 3 assists på 7 matcher innan Ryssland förlorade med uddamålet i kvartsfinalen mot Tjeckien, 3-4. Han blev åter uttagen i turneringens All Star Team.

## Meriter
- Stanley Cup – 2018
- Kharlamov Trophy – 2006, 2007, 2008, 2009, 2010, 2013, 2015
- Calder Memorial Trophy – 2006
- Lester B. Pearson Award – 2008, 2009, 2010
- Hart Memorial Trophy – 2008, 2009, 2013
- Art Ross Trophy – 2008
- Conn Smythe Trophy – 2018
- Maurice Richard Trophy – 2008, 2009, 2013, 2014, 2015, 2016, 2018
- NHL First All-Star Team – 2006, 2007, 2008, 2009, 2010, 2013, 2015
- NHL Second All Star Team – 2011, 2013, 2014, 2016
- NHL All-Rookie Team – 2006
- VM-guld – 2008, 2012, 2014
- OS All-Star Team – 2006
- JVM-guld – 2003

## Statistik

### Klubbkarriär
Fet stil indikerar ligaledande
| 2001–02    | Dynamo Moskva-2     | RYS-3      | 19    | 18  | 8   | 26    | 20  | —   | —  | —  | —   | —  |
| 2001–02    | Dynamo Moskva       | Ryssland   | 21    | 2   | 2   | 4     | 4   | 3   | 0  | 0  | 0   | 0  |
| 2002–03    | Dynamo Moskva       | Ryssland   | 40    | 8   | 7   | 15    | 29  | 5   | 0  | 0  | 0   | 2  |
| 2003–04    | Dynamo Moskva       | Ryssland   | 53    | 13  | 10  | 23    | 4   | 3   | 0  | 0  | 0   | 2  |
| 2004–05    | Dynamo Moskva       | Ryssland   | 37    | 13  | 14  | 27    | 32  | 10  | 2  | 4  | 6   | 31 |
| 2005–06    | Washington Capitals | NHL        | 81    | 52  | 54  | 106   | 52  | –   | –  | –  | –   | –  |
| 2006–07    | Washington Capitals | NHL        | 82    | 46  | 46  | 92    | 52  | –   | –  | –  | –   | –  |
| 2007–08    | Washington Capitals | NHL        | 81    | 65  | 47  | 112   | 40  | 7   | 4  | 5  | 9   | 0  |
| 2008–09    | Washington Capitals | NHL        | 79    | 56  | 54  | 110   | 72  | 14  | 11 | 10 | 21  | 8  |
| 2009–10    | Washington Capitals | NHL        | 72    | 50  | 59  | 109   | 89  | 7   | 5  | 5  | 10  | 0  |
| 2010–11    | Washington Capitals | NHL        | 79    | 32  | 53  | 85    | 41  | 9   | 5  | 5  | 10  | 10 |
| 2011–12    | Washington Capitals | NHL        | 78    | 38  | 27  | 65    | 26  | 14  | 5  | 4  | 9   | 8  |
| 2012–13    | Dynamo Moskva       | KHL        | 31    | 19  | 21  | 40    | 14  | –   | –  | –  | –   | –  |
| 2012–13    | Washington Capitals | NHL        | 48    | 32  | 24  | 56    | 36  | 7   | 1  | 1  | 2   | 4  |
| 2013–14    | Washington Capitals | NHL        | 78    | 51  | 28  | 79    | 48  | –   | –  | –  | –   | –  |
| 2014–15    | Washington Capitals | NHL        | 81    | 53  | 28  | 81    | 58  | 14  | 5  | 4  | 9   | 6  |
| 2015–16    | Washington Capitals | NHL        | 79    | 50  | 21  | 71    | 53  | 12  | 5  | 7  | 12  | 2  |
| 2016–17    | Washington Capitals | NHL        | 82    | 33  | 36  | 69    | 50  | 13  | 5  | 3  | 8   | 8  |
| 2017–18    | Washington Capitals | NHL        | 82    | 49  | 38  | 87    | 32  | 24  | 15 | 12 | 27  | 8  |
| 2018–19    | Washington Capitals | NHL        | 81    | 51  | 38  | 89    | 40  | 7   | 4  | 5  | 9   | 19 |
| 2019–20    | Washington Capitals | NHL        | 68    | 48  | 19  | 67    | 30  | 8   | 4  | 1  | 5   | 2  |
| 2020–21    | Washington Capitals | NHL        | 45    | 24  | 18  | 42    | 12  | 5   | 2  | 2  | 4   | 2  |
| 2021–22    | Washington Capitals | NHL        | 77    | 50  | 40  | 90    | 18  | 6   | 1  | 5  | 6   | 0  |
| 2022–23    | Washington Capitals | NHL        | 73    | 42  | 33  | 75    | 48  | —   | —  | —  | —   | —  |
| 2023–24    | Washington Capitals | NHL        | 79    | 31  | 34  | 65    | 20  | 4   | 0  | 0  | 0   | 0  |
| RSL totalt | RSL totalt          | RSL totalt | 151   | 36  | 33  | 69    | 106 | 21  | 2  | 4  | 6   | 35 |
| KHL totalt | KHL totalt          | KHL totalt | 31    | 19  | 21  | 40    | 14  | —   | —  | —  | —   | —  |
| NHL totalt | NHL totalt          | NHL totalt | 1 426 | 853 | 697 | 1 550 | 817 | 151 | 72 | 69 | 141 | 77 |

### Internationellt
| År            | Lag           | Turnering     | Matcher | Mål | Assists | Poäng | Utv. |
| ------------- | ------------- | ------------- | ------- | --- | ------- | ----- | ---- |
| 2002          | Ryssland      | U18-VM        | 8       | 14  | 4       | 18    | 0    |
| 2003          | Ryssland      | JVM           | 6       | 6   | 1       | 7     | 4    |
| 2003          | Ryssland      | U18-VM        | 6       | 9   | 4       | 13    | 6    |
| 2004          | Ryssland      | JVM           | 6       | 5   | 2       | 7     | 25   |
| 2004          | Ryssland      | VM            | 6       | 1   | 1       | 2     | 0    |
| 2004          | Ryssland      | WC            | 2       | 1   | 0       | 1     | 0    |
| 2005          | Ryssland      | JVM           | 6       | 7   | 4       | 11    | 4    |
| 2005          | Ryssland      | VM            | 8       | 5   | 3       | 8     | 4    |
| 2006          | Ryssland      | OS            | 8       | 5   | 0       | 5     | 8    |
| 2006          | Ryssland      | VM            | 7       | 6   | 3       | 9     | 6    |
| 2007          | Ryssland      | VM            | 8       | 1   | 2       | 3     | 29   |
| 2008          | Ryssland      | VM            | 9       | 6   | 6       | 12    | 8    |
| 2010          | Ryssland      | OS            | 4       | 2   | 2       | 4     | 2    |
| 2010          | Ryssland      | VM            | 9       | 5   | 1       | 6     | 4    |
| 2011          | Ryssland      | VM            | 5       | 0   | 0       | 0     | 4    |
| 2012          | Ryssland      | VM            | 3       | 2   | 2       | 4     | 2    |
| 2013          | Ryssland      | VM            | 1       | 1   | 1       | 2     | 0    |
| 2014          | Ryssland      | OS            | 5       | 1   | 1       | 2     | 0    |
| 2014          | Ryssland      | VM            | 9       | 4   | 7       | 11    | 8    |
| 2015          | Ryssland      | VM            | 2       | 1   | 1       | 2     | 0    |
| 2016          | Ryssland      | VM            | 6       | 1   | 1       | 2     | 2    |
| 2016          | Ryssland      | WCH           | 4       | 1   | 2       | 3     | 6    |
| 2019          | Ryssland      | VM            | 10      | 2   | 1       | 3     | 2    |
| Junior totalt | Junior totalt | Junior totalt | 37      | 53  | 17      | 70    | 56   |
| Senior totalt | Senior totalt | Senior totalt | 106     | 45  | 34      | 79    | 85   |